# French 79
French 79 est un projet musical solo d'électro-pop français fondé en 2014 à Marseille, Bouches-du-Rhône, par Simon Henner, guitariste du groupe Nasser et de Kid Francescoli. French 79 connaît le succès en 2016 à l'occasion de la sortie de son premier album Olympic.

## Biographie

### Origines
Simon Henner est né le 8 mars 1979. À 6 ans, il entre à l’école de musique d’Épinal. Au conservatoire il étudie les percussions et le piano. À l’adolescence, il est batteur dans des groupes de rock, de pop psychédélique et de hip-hop. Pour ses études, il déménage à Marseille, où il produit et compose de la musique à l'image pour des publicités. Au cours de cette période, il travaille en solo et en groupe. Il crée son studio et collabore avec des artistes comme : Kid Francescoli, Oh! Tiger Mountain, Date With Elvis, Massilia Sound System, Fred Nevché, Dubmood, Martin Mey.
En travaillant sur l'album With Julia de Kid Francescoli, une complicité naît au studio entre Simon Henner, Kid Francescoli et un ami de ce dernier, Oh! Tiger Mountain. Ils produisent ensemble un album comprenant le morceau Dream composé par Simon Henner. Bertrand Jamot, son ami d’enfance d'Épinal, en crée le clip, puis s'associe à Philippe Tytgat pour former le duo de réalisateurs Cauboyz, qui créera par la suite le graphisme et les clips de Husbands. Le clip est mis en ligne en février 2013, et connait un succès relatif. Le groupe se produit sur scène entre 2015 et 2016[réf. nécessaire].
Simon Henner est également membre du groupe de rock électronique Nasser, au sein duquel il joue de la guitare aux côtés de Nicolas Viegeolat à la batterie et au chant, et Romain Chicha au synthétiseur et MPC. En 2008, le duo Double-Zéro formé par Nicolas Viegeolat et Romain Chicha joue plusieurs musiques de publicité composées par Simon Henner. Les trois musiciens se mettent en formation. En 2009 sort EP #1, le projet 7 titres[pas clair]. Le premier morceau de l'EP intitulé Come On est le premier single. Rapidement, le groupe rejoint les rangs de Bleu Citron[pas clair][réf. souhaitée]. Ils font une tournée internationale de 400 concerts, dont l'un des premiers est donné au festival Solidays. Quatre albums écrivent l’histoire de Nasser : le premier album  #4, #7 (2013), Live in Bogota (2017) et The Outcome (2018). De nombreux clips ont été réalisés par Double-Zéro et Cauboyz : Hawaï fantôme, Blacktool, et Nobrain.

### Débuts (2013–2014)
French 79 commence en 2013 avec des boucles de studio[Quoi ?] d'inspiration électronique qui ne conviennent ni à Nasser ni à Husbands. Le projet solo naît des conseils de Oh! Tiger Mountain et des Kid Francescoli. Le nom fait référence à un cocktail new-yorkais combinant jus de citron, sirop de canne, gin et champagne appelé le French 75, allié cette fois à son année de naissance. 
Le titre Angel sort en premier en octobre 2014. Il est accompagné d'une petite vidéo postée sur YouTube. Les bases de l'identité visuelle de French 79 sont posées[source secondaire nécessaire]. La même année paraît un premier EP éponyme, et French 79 donne ses premiers concerts. Le single Between the Buttons est clippé en direct par les Cauboyz lors du Montreux Jazz Festival. Il met en scène la première imprimante de l'histoire[source secondaire nécessaire].

### Olympic(2015–2018)
En 2015, Simon Henner compose les morceaux d'Olympic à Chamonix puis à Marseille. Kid Francescoli, Julia, et Sarah Rebecca chantent sur l'album.
Le premier titre sorti est Lovin Feeling feat. Kid Francescoli et Julia. L'album paraît en octobre 2016. Il comprend quatre singles : Hush Hush, Golden Times, Diamond Veins avec Sarah Rebecca, et le morceau-titre Olympic. Il utilise les synthétiseurs de studio.

### Joshua(depuis 2019-2023)
Le nom de l’album, Joshua, fait référence à l'ordinateur du film Wargames, sorti en 1983, ainsi qu'au bateau du navigateur Bernard Moitessier. Une fois sorti l'album de Nasser, The Outcome, French 79 puise dans ses souvenirs d'adolescence pour composer son deuxième album : cassettes, réminiscences de Tangerine Dream, Kraftwerk et Soft Machine.
Le clip de Hold On est inspiré par les vidéos de skate des années 1990, Hometown est proche de Rencontres du troisième type. « J’utilise une palette musicale qui me replonge dans mes films d’adolescent : les sons de synthé de Rencontres du troisième type, les nappes des documentaires fascinants de Cousteau sur le monde marin, les mélodies à la François de Roubaix, les thèmes qui évoquent les musiques des films du mardi soir ou du dimanche soir (ceux de Verneuil, ceux avec Belmondo, Depardieu), et les ambiances des films de science-fiction comme Blade Runner », explique Simon.

### Teenagers(depuis 2023)
Ce troisième et dernier album en date plonge comme son nom l'indique dans l'adolescence de l'artiste, incarné par cette pochette une nouvelle fois signée du duo Cauboyz (Bertrand Jamot et Philippe Tytgat), sur laquelle on voit un jeune homme brandir un drapeau au logo pop multicolore au milieu d'un paysage givré. 
On retrouve dans cet album douze titres originaux, dont FOIX, un morceau préalablement sorti dans le cadre d'un session vidéo parue sur le média et label cercle. Cet album est accompagné d'une tournée d'une centaine de dates, principalement entre l'Amérique du Nord et l'Europe, incluant notamment Le Zénith Paris – La Villette complet.  

### Sur un fil(2024)
En 2024, il compose la musique du film de Reda Kateb, Sur un fil. Elle inclut notamment une réinterprétation de son titre Between the Buttons (2016) apparu dans son album Olympic.

## Style musical et image
Depuis 2009, les compositions de French 79 sont étroitement liées à des images, que ce soit pour des courts métrages, des publicités, ou autre, d'où son lien fort avec les Cauboyz. Ceux-ci participent à tout l’univers visuel autour de French 79, autant pour les pochettes d’album, que pour les clips, ou pour les visuels lors des concerts[réf. nécessaire].

## Collaborations
En dehors de la réalisation d’albums, French 79 collabore ponctuellement avec d’autres artistes : Laurent Garnier, Munk, The Do, NZCA Lines, Femi Kuti, Les Gordon, BLOW, et Cabaret contemporain. French 79 produit des albums pour plusieurs artistes. Sa collaboration avec Kid Francescoli est particulière : French 79 a joué dans la première formation live de Kid francescoli, Kid Francescoli a joué dans Nasser ; entre 2014 et 2020, French 79 réalise trois albums pour Kid Francescoli. Depuis 2014, French 79 a également réalisé des albums pour Martin Mey, Frédéric Nevchehirlian, Dissonant Nation et Isaya. Il a composé et réalisé un album avec des musiciens Gnawa au Maroc et Nasser. Il compose un titre pour Vincent Delerm sur l’album Panorama. Il participe aussi à l'album de Jean-Michel Jarre intitulé OXYMOREWORKS en 2023.

## Discographie

### Singles
- 2014 : Angel
- 2014 : Between the Buttons
- 2016 : Lovin' Feeling (featuring Kid Francescoli)
- 2016 : Hush Hush
- 2016 : Golden Times
- 2017 : Olympic (featuring Sarah Rebecca)
- 2017 : The Year After
- 2019 : Hold On
- 2019 : Hometown
- 2019 : By Your Side (featuring Sarah Rebecca)
- 2019 : Code Zero
- 2020 : So What ?
- 2023 : Burning Legend
- 2023 : Life Is Like

### Compilation
- 2020 : IN/EX, le label de Grand Bonheur #1 "À la rue"